# Emma av Normandie

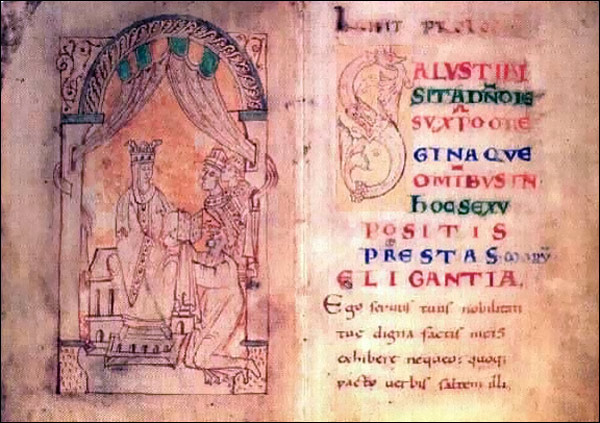
Emma tar emot en bok tillägnad henne

Emma av Normandie, född cirka 988, död 6 mars 1052, var drottning av England tre gånger, genom äktenskapet med Ethelred den villrådige (1002–1016) och sedan genom äktenskapet med Knut den store (död 1035), då hon även blev drottning av Danmark och Norge. Hon var den första (eller möjligen andra) drottningen av England som har blivit formellt krönt som sådan. Efter att hennes make hade avlidit medan deras son Hardeknut befann sig i Danmark, fungerade hon som Englands ställföreträdande regent fram till sonens återkomst till England.

## Biografi
Emma var dotter till Rikard I av Normandie och Gunnor.

### Ethelreds drottning
Hon gifte sig 1002 med Ethelred den villrådige. Äktenskapet arrangerades för att skapa fred mellan England och Normandie, som befann sig i ett skakigt förhållande till varandra, och varifrån vikingaräder ofta utgick mot England.
Det var första gången sedan 800-talet som en engelsk kung gifte sig med en utländsk furstinna. Det dynastiska äktenskapet med dess politiska grund och utländska maktbas gjorde att hon fick möjlighet till en mer självständig ställning än en inhemsk drottning. Samtidigt gjorde hennes utländska börd henne kontroversiell, särskilt som vikingaräderna mot England gjorde hennes normandiska börd misstänkt, och vid sin ankomst gavs hon därför det typiska engelska namnet Aefflaed.  Emma vägrade dock att använda det namnet, och framhävde istället sin normandiska börd för att hävda sin dynastiska ställning som utländsk furstinna.
Emmas ställning som Ethelreds drottning var komplicerad, då hon var hans andra eller tredje maka och redan hade vuxna söner, för vilka hon och hennes egna barn utgjorde ett politiskt problem. Efter hennes svärmors död 1002 lyckades hon alltmer skapa sig en självständig ställning vid hovet. 
England utsattes fortsatt för svåra vikingaräder under hennes makes regeringstid. År 1013 invaderades och erövrades England av danska vikingar under Danmarks kung Sven Tveskägg och hans son Knut.  Emma flydde då med sina barn till sin födelsefamilj i Normandie, där Ethelred sedan gjorde dem sällskap. Efter Sven Tveskäggs död 1014 kunde kung Ethelred återvända till England och återta sin tron. Emma följde efter honom, men lämnade kvar sina barn i Normandie. År 1016 avled Ethelred, och efterträddes av Emmas styvson Edmund Järnsida. Emma försökte utan framgång få sin son Edward erkänd som kung snarare än sin styvson. Samtidigt invaderades England åter av vikingar då Knut av Danmark återvände till England och utmanade Edmund Järnsida om makten. Knut och Edmund kom överens om att dela landet mellan sig. Kort därpå avled Edmund, och Knut blev därmed kung av hela England.  

### Knuts drottning
Emma och Knut gifte sig 1017. Äktenskapet var politiskt och följden av en rad politiska hänsynstaganden. Genom äktenskapet med änkan till Englands sista inhemska kung, säkrade Knut sitt stöd hos den engelska adeln genom en viss symbolisk kontinuitet, samtidigt som giftermålet bekräftade Knuts egen seger och  tillträde som Englands obestridda härskare. Giftermålet neutraliserade också det hot som annars hade kunnat komma från Normandie, där Emmas söner befann sig. 
Emmas andra äktenskap utgjorde kulminationen av hennes maktställning som drottning. Genom sin ställning som änka efter den siste inhemska kungen hade hon den kunskap om engelska förhållanden som Knut behövde för att kunna regera och kunde fungera som medlare mellan honom och den inhemska adeln, vilket gjorde att hon kom att bli hans politiska rådgivare; och genom sina kontakter med det mäktiga Normandie, som England alltid måste hålla sig väl med, fick hon även utrikespolitisk betydelse.  Gynnsamma omständigheter gjorde att hennes inflytande vid hovet sades vara så stort att hon blivit det "hjul runt vilket allt snurrade".  Hennes maktställning var större än någon annan engelsk drottnings före henne, och hennes offentliga profil avspeglades det stora antal offentliga dokument hon bevittnade. 
Knut blev kung även av Danmark 1019. Det medförde att han ofta var frånvarande från England. Det finns ingenting som tyder på att Emma någonsin besökte Danmark. Under Knuts frånvaro regerade Emma England i hans ställe. Detta hade aldrig förut förekommit i England. 

### Änkedrottning
Den 12 november 1035 avled Knut. Emmas och Knuts son Hardeknut befann sig då i Danmark, där han också efterträdde sin far som kung. Emma fungerade då som Englands regent i sin sons ställe med stöd av jarlen Godwin. Knuts illegitime son med Alfiva, Harald Harfot utmanade då Hardeknut om tronen. Emma och Godwin trängdes undan till Winchester, som var huvudort i hennes änkeförläning och där hon upprätthöll sitt regentskap. Hon bad utan framgång Hardeknut att återvända till England. Istället återvände hennes söner i första äktenskapet, Alfred och Edvard, till England från Normandie 1036 och krävde tronen. Alfred fångades och dödades, medan Edvard undkom till Normandie tillsammans med modern. Det förekom spekulationer om att Emma och Godwin låg bakom Alfreds död. 1037 hade Harald Harfot säkrat makten i England såpass mycket att han kunde förvisa Emma från landet. Hon tillbringade sin exil vid hovet hos greven av Flandern.   
Haralds död 1040 och trontillträdet av hennes son, den mer försonlige Hardeknut, banade väg för Edvards återkomst till England som medregent. Under Hardeknuts regeringstid spelade Emma återigen en inflytelserik roll i England. Det var under denna tid hon beställde en biografi om sig själv, Encomium Emmae Reginae. 
Då Hardeknut dog 1042, blev Edvard kung av England. Emma och hennes äldste son hade ingen god relation, och kung Edvard konfiskerade hennes egendomar och förvisade henne från hovet. Hon miste allt politiskt inflytande och levde därefter ett privatliv på sitt änkesäte i Winchester, Hampshire, där hon sedan begravdes bredvid Knut den store.

## Eftermäle
Emmas äktenskap och roll utgjorde den länk mellan England och Normandie som skulle utmynna i hennes brorsonson Vilhelm Erövrarens invasion av England 1066.

## Äktenskap och barn
- 1002 - 1016 - Ethelred II av England
  - Edvard Bekännaren, född 1004, död 1066
  - Alfred
- 1017-1035 - Knut den store av England, Danmark och Norge
  - Hardeknut, född 1018/19, död 1042